# Hummer H3

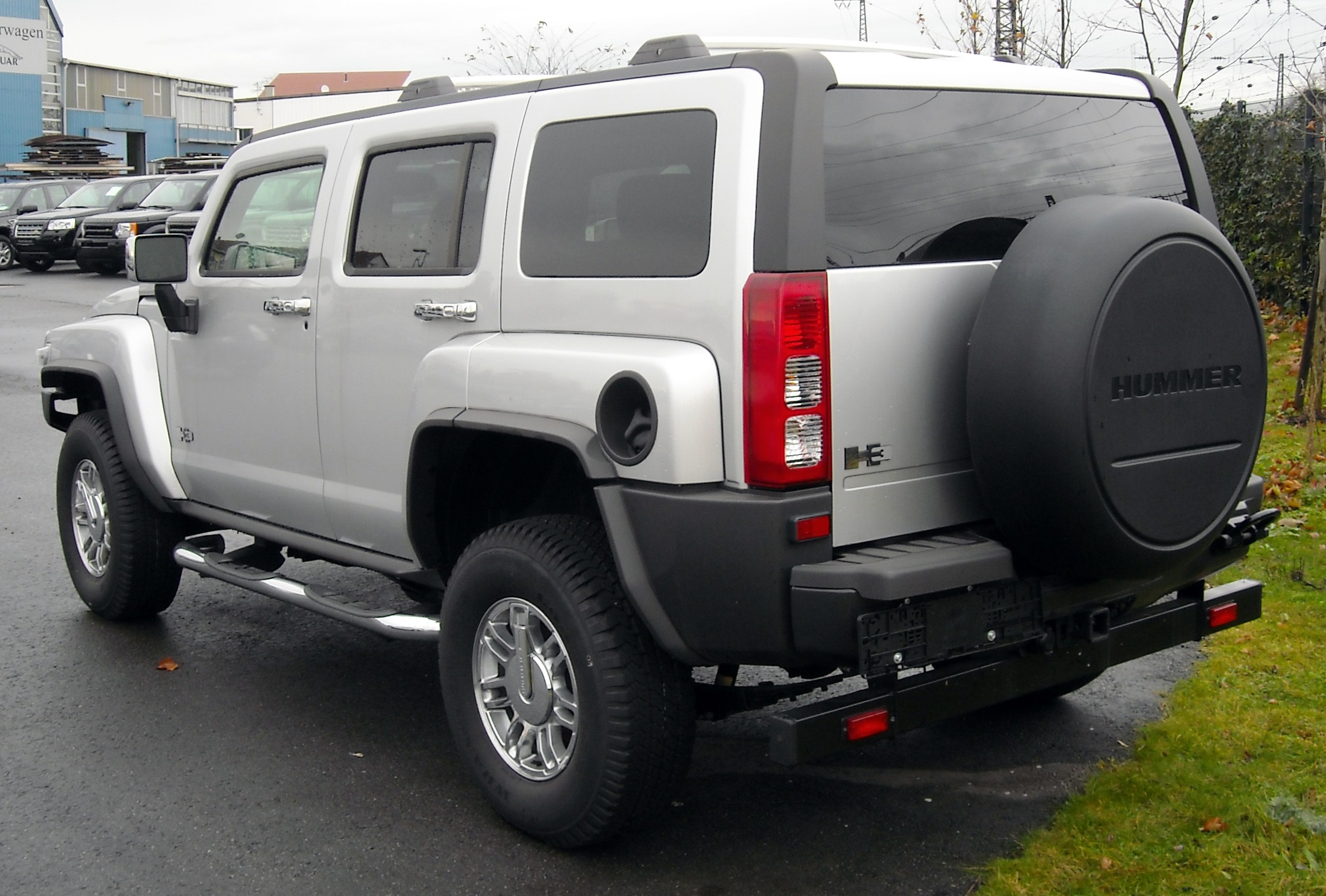
Hummer H3

Hummer H3 ist ein SUV-Modell der zu General Motors gehörenden US-amerikanischen Automarke Hummer.

## Geschichte
Der Hummer H3 wurde zwischen 2005 und 2010 in den USA vertrieben, in Deutschland war er zwischen Sommer 2006 und 2010 auf dem Markt. Er sollte die Marke Hummer zu leichteren Fahrzeugen hin ausbauen. Die Basisversion kostete ca. 34.000 US-Dollar.
Von 2006 bis 2009 wurde der H3 auch bei General Motors South Africa gefertigt.
Im Jahr 2009 wurde im Rahmen einer Modellpflege die Motorenpalette um einen 224 kW (304 PS) leistenden 5,3-l-V8 erweitert.

## Technische Daten
| Kenngrößen                                  | 3.5                                      | 3.7                                      | 5.3                          |
| ------------------------------------------- | ---------------------------------------- | ---------------------------------------- | ---------------------------- |
| Bauzeitraum                                 | 2005–2007                                | 2007–2010                                | 2009–2010                    |
| Motorkenndaten                              |                                          |                                          |                              |
| Motorbezeichnung                            | Vortec 3500                              | Vortec 3700                              | Vortec 5300                  |
| Motortyp                                    | 5-Zylinder-Reihenmotor                   | 5-Zylinder-Reihenmotor                   | V8-Ottomotor                 |
| Hubraum                                     | 3460 cm³                                 | 3653 cm³                                 | 5328 cm³                     |
| max. Leistung                               | 164 kW (223 PS) bei 4000/min             | 180 kW (245 PS) bei 5600/min             | 224 kW (305 PS) bei 5200/min |
| max. Drehmoment                             | 305 Nm bei 2800/min                      | 328 Nm bei 4600/min                      | 432 Nm bei 4000/min          |
| Kraftübertragung                            |                                          |                                          |                              |
| Antrieb, serienmäßig                        | Allradantrieb                            | Allradantrieb                            | Allradantrieb                |
| Getriebe, serienmäßig                       | 5-Gang-Schaltgetriebe/4-Stufen-Automatik | 5-Gang-Schaltgetriebe/4-Stufen-Automatik | 4-Stufen-Automatik           |
| Messwerte                                   |                                          |                                          |                              |
| Leergewicht                                 | 2130 kg                                  | 2269–2306 kg                             | 2374 kg                      |
| Höchstgeschwindigkeit                       | 158 km/h                                 | 160 km/h                                 | 160 km/h                     |
| Beschleunigung, 0–100 km/h                  | 9,7 s                                    | 9,7 s                                    | 8,2 s                        |
| Kraftstoffverbrauch auf 100 km (kombiniert) | 15,4 l Normal                            | 13,9–14,6 l Normal                       | 14,5 l Normal                |
| Tankinhalt                                  | 87 Liter                                 | 87 Liter                                 | 87 Liter                     |
| CO2-Emission (kombiniert)                   | 369 g/km                                 | 334–349 g/km                             | 348 g/km                     |
| Abgasnorm nach EU-Klassifikation            | Euro 4                                   | Euro 4                                   | Euro 4                       |

- Bodenfreiheit: 21,6 cm
- Böschungswinkel vorne/hinten: 37,5°/35,5°
- Überfahrwinkel: 23,5°
- Wendekreis: 11,2 m
- Steigfähigkeit: 60 %
- Seitenneigung: 40 %
- Wattiefe: 61 cm
- Reifennotlaufkapazität: 48 km bei 32 km/h

## Zulassungszahlen
Zwischen 2006 und 2010 sind in der Bundesrepublik Deutschland 832 Hummer H3 neu zugelassen worden.